# Вежа Кіндія
44°55′56″ пн. ш. 25°27′29″ сх. д. / 44.93235° пн. ш. 25.45818° сх. д.

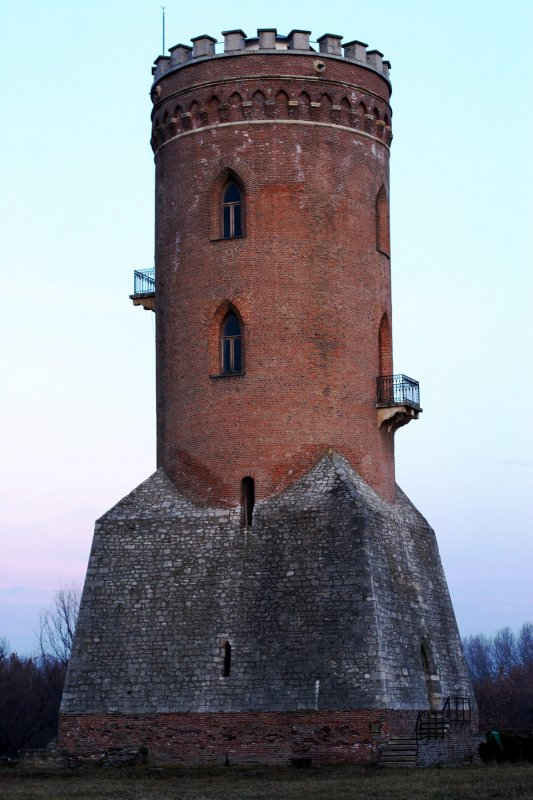
Вежа Кіндія

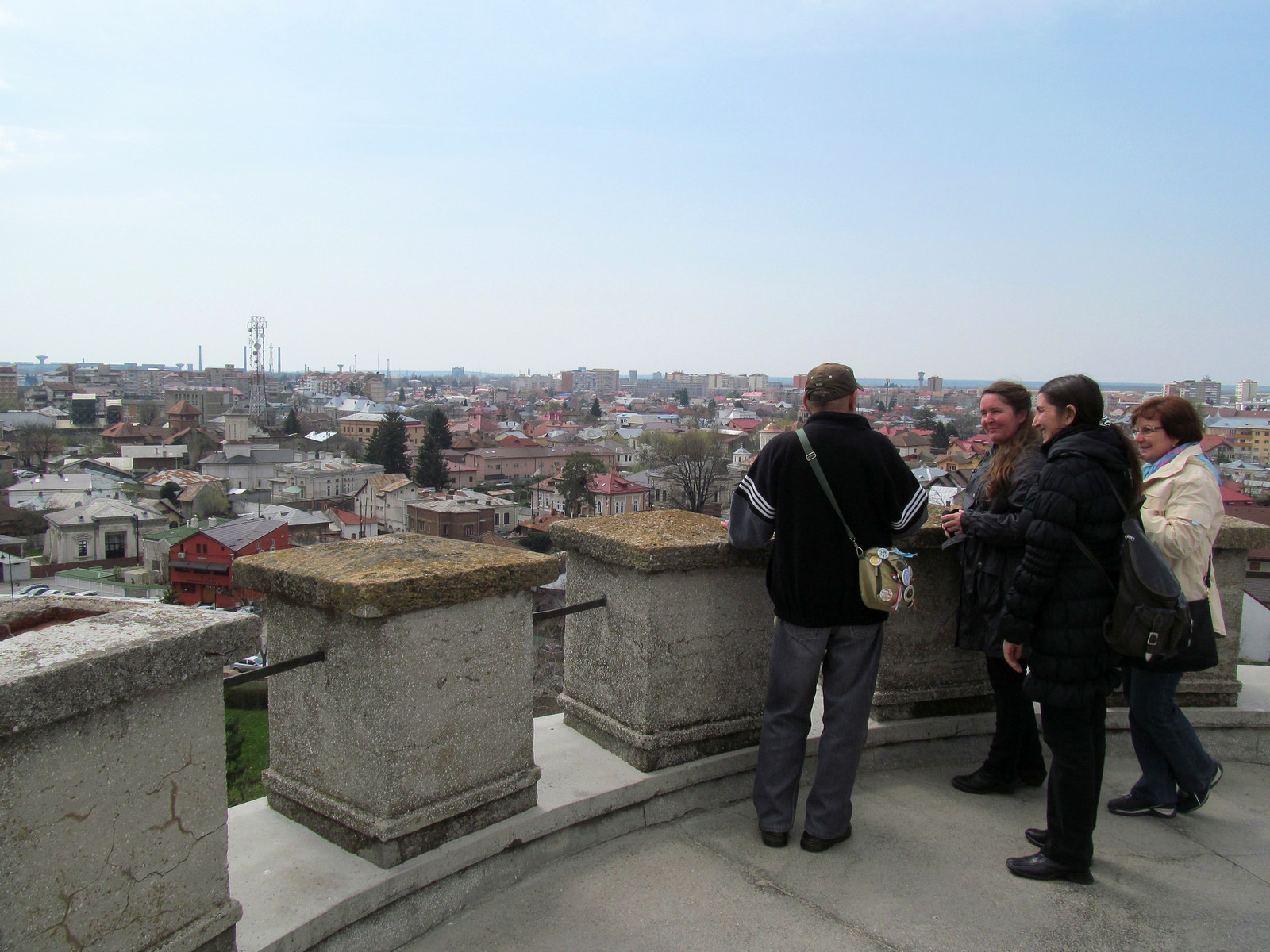
Вигляд з вежі Кіндія

Вежа Кіндія (рум. Turnul Chindiei) — це вежа, побудована в XV ст. в м. Тирговіште і яка є частиною архітектурного ансамблю «Панський Двір» (рум. Curtea Domnească). Вежа була збудована під час другого правління воєводи Владом III Дракула, ініціально для військових цілей. Нині, будівля вежі має 27 м у висоту та 9 м у діаметрі. В 1847—1851 вежа була повністю реставрована правителем Гєоргє Бібєску.

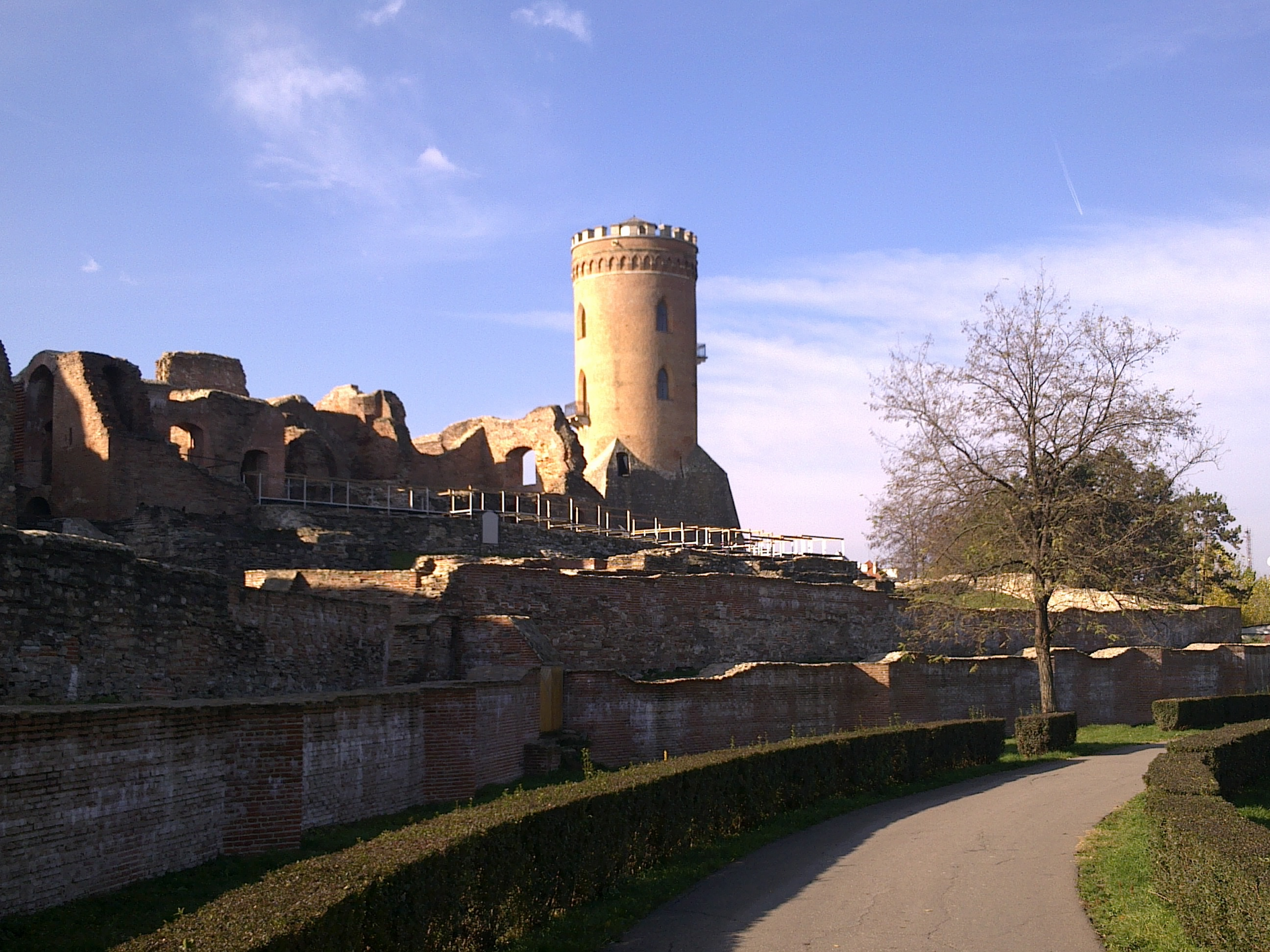
Вежа Кіндія

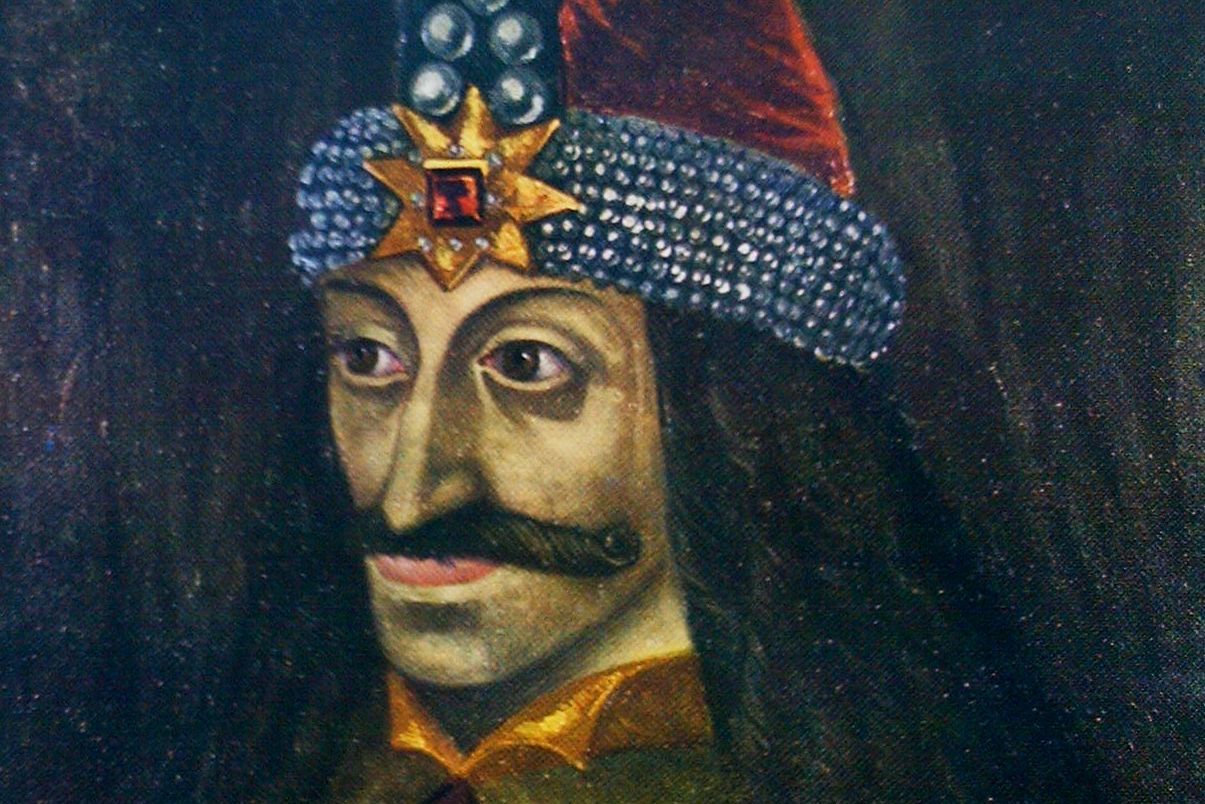
Влад Цепеш, воєвода, який побудував вежу

Вежа Кіндія є найпривабливішою для туристів будівлею, а також символом міста. Будучи історичною пам'яткою, в будівлі зараз знаходиться експозиція документів, зброї та речей, які колись належали Владу Дракулі.

## Історія
Наприкінці XIV століття у Дворі господаря знаходився воєвода, а потім господар Валахії Мірча I Старий. Археологічні розкопки середини XX століття показали, що вежа Кіндій датується другою половиною XV століття і будувалася господарем Валахії Владом Цепешем.
Документальні відомості про вежі з'явилися набагато пізніше, в XVI столітті. Так існування вежі було зафіксовано венеційським мандрівником Антоніо Пигафетта. Пізніше вежу також зазначив болгарський католицький єпископ Petar Bogdan, а також інші мандрівники, в числі яких був Павло Алеппський. В середині XVIII століття в латинській рукописи з бібліотеки Batthyaneum Library, говорилося, що вежа використовувалася як в'язниця. У 1840 році французький художник Michel Bouquet відобразив на своїй картині вежу незадовго до реставрації.
Між 1847 і 1851 роками вежа була повністю відреставрована господарем Валахії Георгієм Бібеску, який додав їй 5 метрів у висоту і в сучасному стані висота вежі становить 27 метрів.
Останні суттєві роботи з реставрації інтер'єру вежі Кіндій були проведені в 1960-х роках Дирекцією історичних пам'яток Румунії. Зовнішня реставрація вежі була проведена в 1995 році.

## Назва

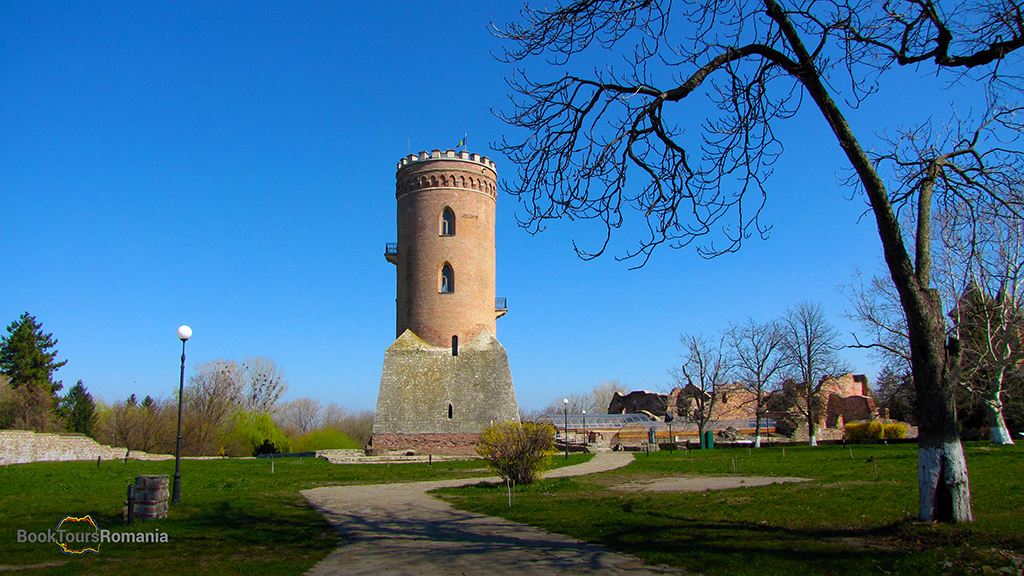
Вежа Кіндія

Існує декілька версій походження назви вежі, однак, найбільш ймовірною виглядає версія про те, що «кіндія» — це архаїчний вираз, який означає «захід», тобто, частина дня, в якій солдати, які охороняли вежу, подавали знак про закриття всіх 5 воріт міста, після чого, жодна людина не могла ні зайти, ні вийти з нього.